# 6710 Apostel
6710 Apostel (1989 GF4) là một tiểu hành tinh vành đai chính được phát hiện ngày 3 tháng 4 năm 1989 bởi Eric Walter Elst ở La Silla.